# Ecteinascidia turbinata
Ecteinascidia turbinata är en sjöpungsart som beskrevs av William Abbott Herdman 1880. Ecteinascidia turbinata ingår i släktet Ecteinascidia och familjen Perophoridae. Inga underarter finns listade i Catalogue of Life.